# Shikokuchūō
Pour les articles homonymes, voir Shikoku (homonymie).
Shikokuchūō (四国中央市, Shikokuchūō-shi) est une ville située dans la préfecture d'Ehime, au Japon.

## Toponymie
Le toponyme « Shikokuchūō » signifie littéralement « centre de Shikoku », dans l'espoir que cette ville devienne la capitale de l'île de Shikoku.

## Géographie

### Démographie
En 2010, la ville de Shikokuchūō avait une population de 90 130 habitants répartis sur une superficie de 419,98 km2 (densité de population de 229 hab./km2).

### Climat
Le climat de Shikokuchūō est typique de Shikoku, avec des précipitations annuelles de 1 500 mm et une température moyenne annuelle de 16 °C.

## Histoire
La région de Shikokuchūō est habitée depuis environ 12 000 ans. Des ruines de la période Jōmon ainsi que de la période Yayoi ont été trouvées. Des kofuns datant du VIe siècle sont présents autour de la ville.
La ville moderne de Shikokuchūō a été officiellement fondée le 1er avril 2004 quand les municipalités voisines de Kawanoe, Iyomishima, Doi et Shingū ont fusionné.

## Économie
Les artisans de Shikokuchūō fabriquent un papier (washi) renommé depuis 1750. Au début du XXIe siècle, Shikokuchūō est la deuxième ville la plus productrice de papier du Japon.

## Transports
Shikokuchūō est desservie par les routes nationales 11, 192 et 319.
La ville est desservie par la ligne Yosan de la JR Shikoku.

## Culture locale et patrimoine

### Gastronomie
La cuisine de la ville de Shikokuchūō est connue pour l'utilisation d'ignames et de taro.

## Personnalités liées à la municipalité
- Bitō Jishū (1747-1813)
- Komoda Tokuhei (1796-1871)
- Sakutaro Shinohara (1865-1952)
- Shoichiro Fukagawa (1902-1987)
- Toyohira Manabe (1810-1900)
- Kotonushi Nakayama